# Washington Bullets 1982-1983
La stagione 1982-83 dei Washington Bullets fu la 22ª nella NBA per la franchigia.
I Washington Bullets arrivarono quinti nella Atlantic Division della Eastern Conference con un record di 42-40, non qualificandosi per i play-off.

## Roster
| N° | Naz.                   | Ruolo | Sportivo           | Anno | Alt. | Peso |
| -- | ---------------------- | ----- | ------------------ | ---- | ---- | ---- |
| 1  | Stati Uniti (bandiera) | G     | Kevin Porter       | 1950 | 183  | 77   |
| 4  | Stati Uniti (bandiera) | AC    | Joe Cooper         | 1957 | 208  | 104  |
| 5  | Stati Uniti (bandiera) | G     | John Lucas         | 1953 | 191  | 79   |
| 12 | Stati Uniti (bandiera) | GA    | Carlos Terry       | 1956 | 196  | 95   |
| 13 | Stati Uniti (bandiera) | G     | Bryan Warrick      | 1959 | 196  | 88   |
| 14 | Stati Uniti (bandiera) | G     | Ricky Sobers       | 1953 | 191  | 90   |
| 15 | Stati Uniti (bandiera) | G     | Frank Johnson      | 1958 | 185  | 84   |
| 22 | Stati Uniti (bandiera) | GA    | Don Collins        | 1958 | 198  | 86   |
| 23 | Stati Uniti (bandiera) | A     | Charles Davis      | 1958 | 201  | 98   |
| 24 | Stati Uniti (bandiera) | AC    | Spencer Haywood    | 1949 | 203  | 102  |
| 31 | Stati Uniti (bandiera) | A     | Joe Kopicki        | 1960 | 206  | 109  |
| 32 | Stati Uniti (bandiera) | G     | Chubby Cox         | 1955 | 188  | 82   |
| 34 | Stati Uniti (bandiera) | G     | Billy Ray Bates    | 1956 | 193  | 95   |
| 35 | Stati Uniti (bandiera) | GA    | Kevin Grevey       | 1953 | 196  | 95   |
| 40 | Stati Uniti (bandiera) | C     | Dave Batton        | 1956 | 208  | 109  |
| 42 | Stati Uniti (bandiera) | A     | Greg Ballard       | 1955 | 201  | 98   |
| 43 | Stati Uniti (bandiera) | AC    | Jeff Ruland        | 1958 | 208  | 109  |
| 44 | Stati Uniti (bandiera) | AC    | Rick Mahorn        | 1958 | 208  | 109  |
| 50 | Stati Uniti (bandiera) | A     | Steve Lingenfelter | 1958 | 206  | 102  |

## Staff tecnico
- Allenatore: Gene Shue
- Vice-allenatori: Bernie Bickerstaff, Don Moran